# Jishan (sockenhuvudort i Kina, Zhejiang Sheng, lat 28,11, long 121,37)
Jishan (kinesiska: 鸡山, 鸡山乡, 北边山) är en sockenhuvudort i Kina. Den ligger i provinsen Zhejiang, i den östra delen av landet, omkring 260 kilometer sydost om provinshuvudstaden Hangzhou. Antalet invånare är 3 384. Befolkningen består av 1 672 kvinnor och 1 712 män. Barn under 15 år utgör 14,0 %, vuxna 15-64 år 70 %, och äldre över 65 år 15,0 %.
Närmaste större samhälle är Zhugang, 14,1 km väster om Jishan. 
Genomsnittlig årsnederbörd är 2 023 millimeter. Den regnigaste månaden är juni, med i genomsnitt 334 mm nederbörd, och den torraste är januari, med 74 mm nederbörd.